# Tournoi féminin de la zone A de l'UFOA
Ne doit pas être confondu avec Tournoi féminin de la zone B de l'UFOA.
Le Tournoi féminin de la zone A de l'UFOA est une compétition de football féminin réunissant les sélections nationales de la zone A de l'Union des fédérations ouest-africaines de football .

## Histoire
La première édition du tournoi a lieu du 25 février au 5 mars 2020 au Sierra Leone et voit la victoire de l'équipe du Sénégal. Le Sénégal conserve son titre en 2023 en battant le Cap-Vert en finale (1-0).

## Palmarès
Le tableau suivant retrace pour chaque édition de la compétition le palmarès du tournoi et la ville hôte.
| N° | Édition | Pays hôte    | Or      | Argent   | Bronze  | Quatrième     |
| -- | ------- | ------------ | ------- | -------- | ------- | ------------- |
| 1  | 2020    | Sierra Leone | Sénégal | Mali     | Liberia | Cap-Vert      |
| 2  | 2023    | Cap-Vert     | Sénégal | Cap-Vert | Gambie  | Guinée-Bissau |